# Peugeot Boxer
Peugeot Boxer – samochód osobowo-dostawczy klasy wyższej produkowany pod francuską marką Peugeot od 1994 roku. Od 2006 roku produkowana jest druga generacja modelu.

## Pierwsza generacja

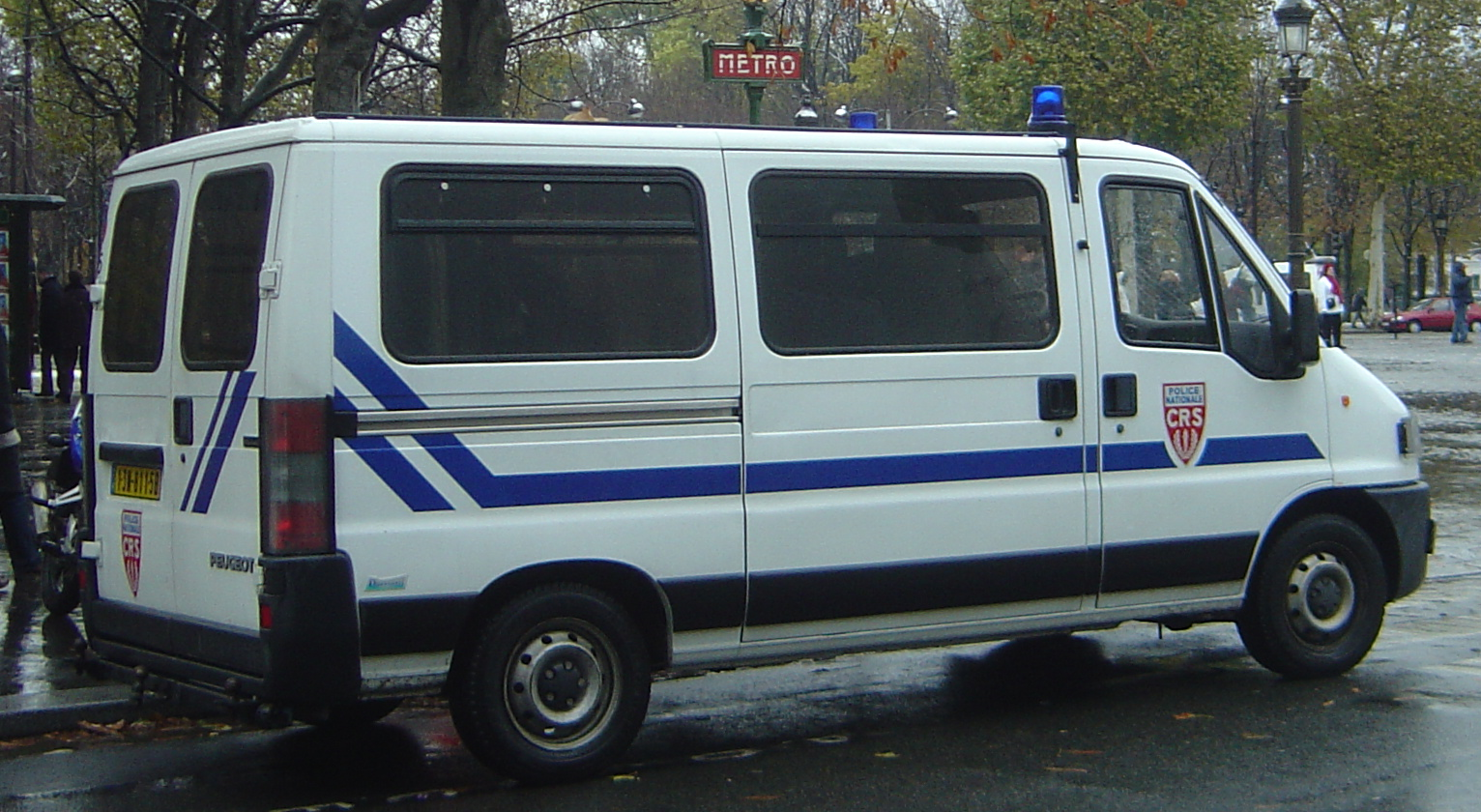
Peugeot Boxer I - tył

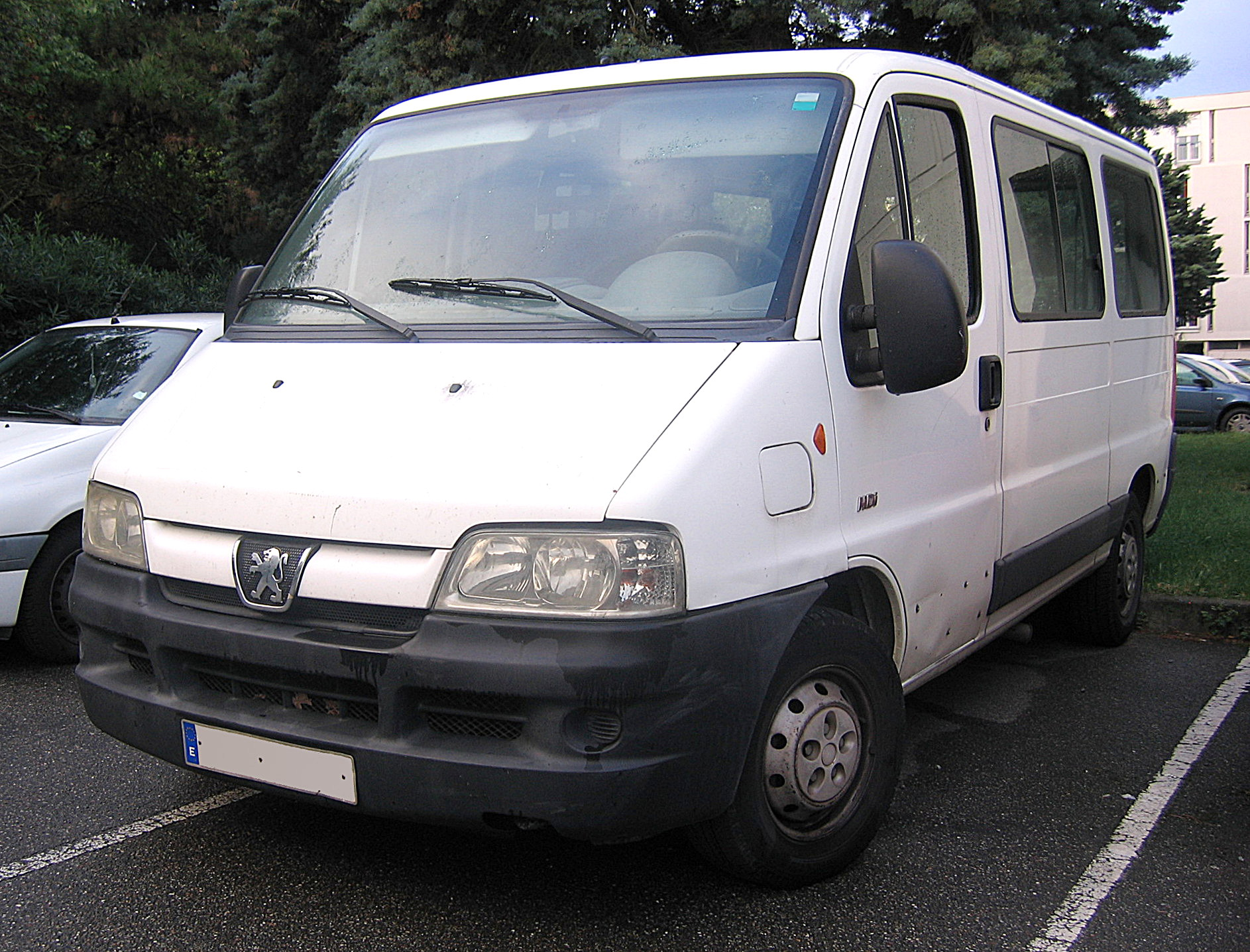
Peugeot Boxer I po liftingu

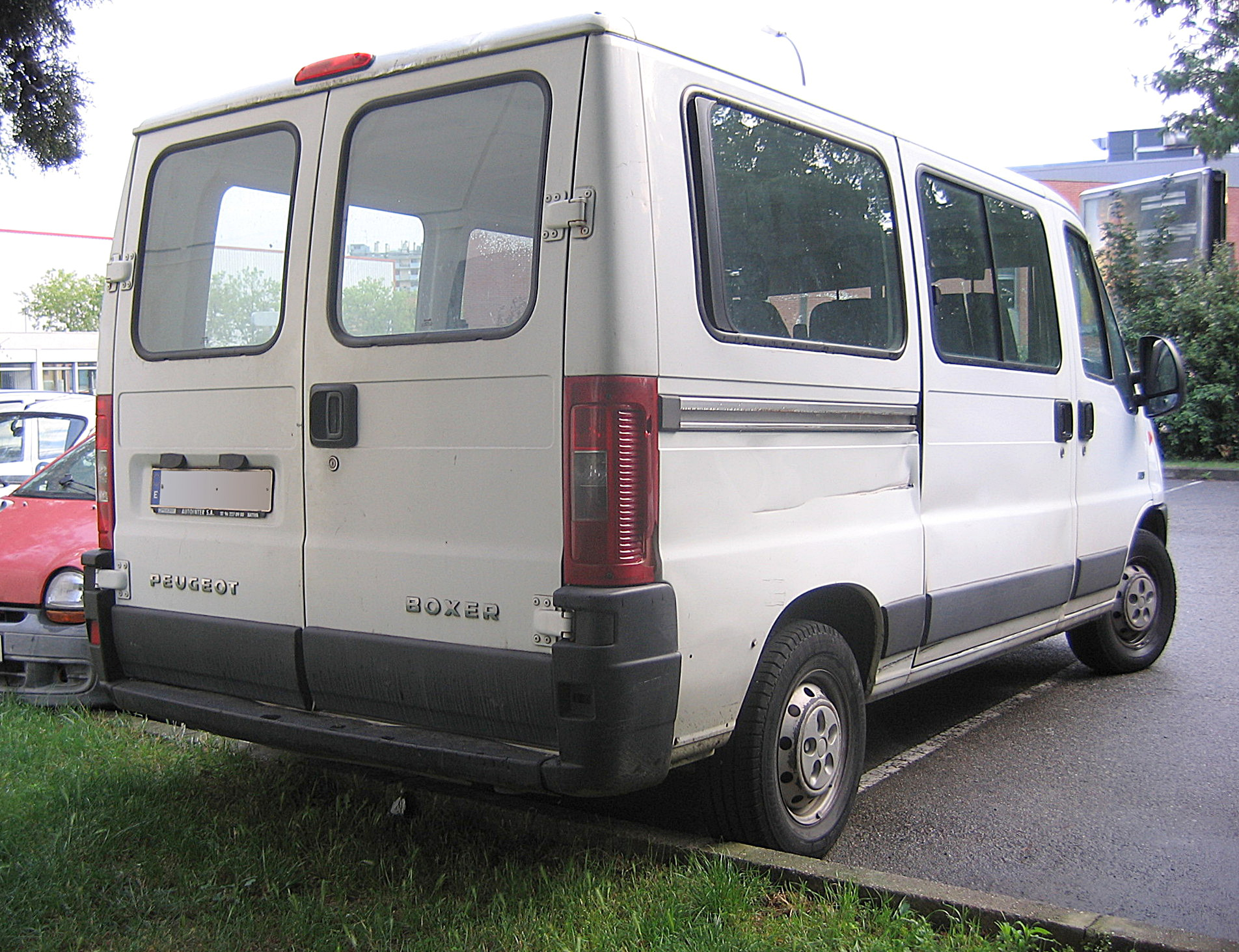
Peugeot Boxer I - tył po liftingu

Peugeot Boxer I został zaprezentowany po raz pierwszy w 1994 roku.
Prace nad nowym modelem samochodu dostawczego rozpoczęto w 1987 roku (prace przy projekcie nadwozia prowadził Giorgetto Giugiaro z firmy Ital Design). Podczas projektowania bliźniaczy modeli dużo uwagi przywiązano do optymalizacji współczynnika oporu powietrza, dzięki czemu udało się osiągnąć Cx=0.35.
Pojazd został zaprezentowany podczas targów samochodów użytkowych w Genewie w 1994 roku. Bliźniacza konstrukcja została wybrana Samochodem Dostawczym roku 1995 (Van Of The Year).
Podobnie jak w modelu J5, tak również tutaj zastosowano napęd przedni z silnikiem umieszczonym poprzecznie i nadwoziem samonośnym. Z przodu zastosowano zawieszenie przednie McPherson (ze stabilizatorem lub bez), a z tyłu sztywną oś tylną zamocowaną na resorach parabolicznych. Wprowadzono także do produkcji odmiany z napędem na 4 koła z silnikami 2.0i, 1.9 TD, 2.5 D, 2.5 TD, 2.5 TDI, 2.8 HDI (127 KM).
Peugeot Boxer I powstawał w wersjach 270, 310, 320, 350, zależnych od masy całkowitej od 2,9 do 3,5 tony. Ładowność wynosi od 0,9 do 1,9 tony. Miał 4 długości. Produkowano go jako furgon, furgon oszklony, furgon podwyższony, kombi 6/9-osobowe, mikrobus 9-osobowy, skrzyniowy, skrzyniowy 6-osobowy, podwozia z kabiną, podwozia 6-osobowe z kabiną. Furgony mają pojemność od 7,5 do 14 m³.
W lutym 2002 roku przeprowadzono face lifting wszystkich modeli (Ducato/Boxer/Jumper). Zmieniono wygląd zewnętrzny samochodu, zmodernizowano wnętrze i paletę silników.

### Silniki (1994–2002)
- Benzynowe

| Silnik | Oznaczenie silnika | Pojemność skokowa [cm³] | Moc maksymalna [KM] ([kW]) przy obr./min | Maks. moment obrotowy [Nm] przy obr./min | Układ i liczba cylindrów | Układ rozrządu/ liczba zaworów |
| ------ | ------------------ | ----------------------- | ---------------------------------------- | ---------------------------------------- | ------------------------ | ------------------------------ |
| 2.0i   | PSA RFW (XU10J2U)  | 1998                    | 109 (80)/5500                            | 168/3400                                 | R4                       | OHC/8                          |

- Diesla

| Silnik | Oznaczenie silnika | Pojemność skokowa [cm³] | Moc maksymalna [KM] ([kW]) przy obr./min | Maks. moment obrotowy [Nm] przy obr./min | Układ i liczba cylindrów | Układ rozrządu/ liczba zaworów |
| ------ | ------------------ | ----------------------- | ---------------------------------------- | ---------------------------------------- | ------------------------ | ------------------------------ |
| 1.9D   | PSA DJY (XUD9A)    | 1905                    | 68 (50)/4600                             | 120/2000                                 | R4                       | OHC/8                          |
| 1.9D   | PSA D8C (XUD9AU)   | 1905                    | 69 (51)/4600                             | 120/2000                                 | R4                       | OHC/8                          |
| 1.9TD  | PSA DHY (XUD9TE)   | 1905                    | 90 (66)/4000                             | 196/2250                                 | R4                       | OHC/8                          |
| 1.9TD  | PSA D8C (XUD9TF)   | 1905                    | 92 (68)/4000                             | 196/2250                                 | R4                       | OHC/8                          |
| 2.0HDI | PSA RHV (DW10UTD)  | 1997                    | 84 (62)/4000                             | 192/1900                                 | R4                       | OHC/8                          |
| 2.5D   | PSA T9A (DJ5)      | 2446                    | 86 (63)/4350                             | 153/2250                                 | R4                       | OHC/12                         |
| 2.5TD  | PSA T8A (DJ5T)     | 2446                    | 103 (76)/4200                            | 230/2200                                 | R4                       | OHC/12                         |
| 2.5TDI | PSA THX (DJ5TED)   | 2446                    | 107 (79)/4000                            | 235/2250                                 | R4                       | OHC/8                          |
| 2.8TDI | Iveco 8140.43      | 2800                    | 122 (90)/3600                            | 285/1800                                 | R4                       | OHC/8                          |
| 2.8HDI | Iveco 8140.43S     | 2800                    | 127 (93,5)/3600                          | 300/1800                                 | R4                       | OHC/8                          |

### Silniki (2002–2006)
- Benzynowe

| Silnik  | Oznaczenie silnika | Pojemność skokowa [cm³] | Moc maksymalna [KM] ([kW]) przy obr./min | Maks. moment obrotowy [Nm] przy obr./min | Układ i liczba cylindrów | Układ rozrządu/ liczba zaworów |
| ------- | ------------------ | ----------------------- | ---------------------------------------- | ---------------------------------------- | ------------------------ | ------------------------------ |
| 2.0     | PSA RFL (XU10J2U)  | 1998                    | 110 (81)/5700                            | 168/3700                                 | R4                       | OHC/8                          |
| 2.0 CNG | PSA RFL (XU10J2U)  | 1998                    | 97 (71)/5700                             | 146/3700                                 | R4                       | OHC/8                          |
| 2.0 LPG | PSA RFL (XU10J2U)  | 1998                    | 110 (81)/5700                            | 168/3700                                 | R4                       | OHC/8                          |

- Diesla

| Silnik | Oznaczenie silnika | Pojemność skokowa [cm³] | Moc maksymalna [KM] ([kW]) przy obr./min | Maks. moment obrotowy [Nm] przy obr./min | Układ i liczba cylindrów | Układ rozrządu/ liczba zaworów |
| ------ | ------------------ | ----------------------- | ---------------------------------------- | ---------------------------------------- | ------------------------ | ------------------------------ |
| 2.0HDI | PSA RHV (DW10UTD)  | 1997                    | 84 (62)/4000                             | 192/1900                                 | R4                       | OHC/8                          |
| 2.2HDI | PSA 4HY (DW12UTED) | 2179                    | 101 (74)/4000                            | 240/1900                                 | R4                       | OHC/8                          |
| 2.8HDI | Iveco 8140.43S     | 2800                    | 127 (93,5)/3600                          | 300/1800                                 | R4                       | OHC/8                          |
| 2.8HDI | Iveco 8140.43N     | 2800                    | 146 (107)/3600                           | 310/1500                                 | R4                       | OHC/8                          |

### Wymiary furgonów
| Model | Rozstaw osi [mm] | Długość zewnętrzna [mm] | Długość przestrzeni ładunkowej [mm] | Wysokość zewnętrzna [mm] | Wysokość przestrzeni ładunkowej [mm] | Szerokość zewnętrzna [mm] | Szerokość przestrzeni ładunkowej [mm] | Szerokość x wysokość drzwi bocznych [mm] | Szerokość x wysokość drzwi tylnych [mm] |
| ----- | ---------------- | ----------------------- | ----------------------------------- | ------------------------ | ------------------------------------ | ------------------------- | ------------------------------------- | ---------------------------------------- | --------------------------------------- |
| L1H1  | 2850             | 4749                    | 2510                                | 2150                     | 1562                                 | 2024                      | 1808 (1388 między nadkolami)          | 1090 x 1449                              | 1562 x 1441                             |
| L1H2  | 2850             | 4749                    | 2510                                | 2470                     | 1881                                 | 2024                      | 1808 (1388 między nadkolami)          | 1090 x 1449                              | 1562 x 1760                             |
| L2H1  | 3200             | 5099                    | 2860                                | 2150                     | 1562                                 | 2024                      | 1808 (1388 między nadkolami)          | 1265 x 1449                              | 1562 x 1441                             |
| L2H2  | 3200             | 5099                    | 2860                                | 2470                     | 1881                                 | 2024                      | 1808 (1388 między nadkolami)          | 1265 x 1769                              | 1562 x 1760                             |
| L2H3  | 3200             | 5099                    | 2860                                | 2725                     | 2115                                 | 2024                      | 1808 (1388 między nadkolami)          | 1265 x 1769                              | 1562 x 2016                             |
| L3H2  | 3700             | 5599                    | 3360                                | 2470                     | 1881                                 | 2024                      | 1808 (1388 między nadkolami)          | 1265 x 1769                              | 1562 x 1760                             |
| L3H4  | 3700             | 5599                    | 3360                                | 2860                     | 2280                                 | 2024                      | 1808 (1388 między nadkolami)          | 1265 x 1769                              | 1562 x 1760                             |

## Druga generacja

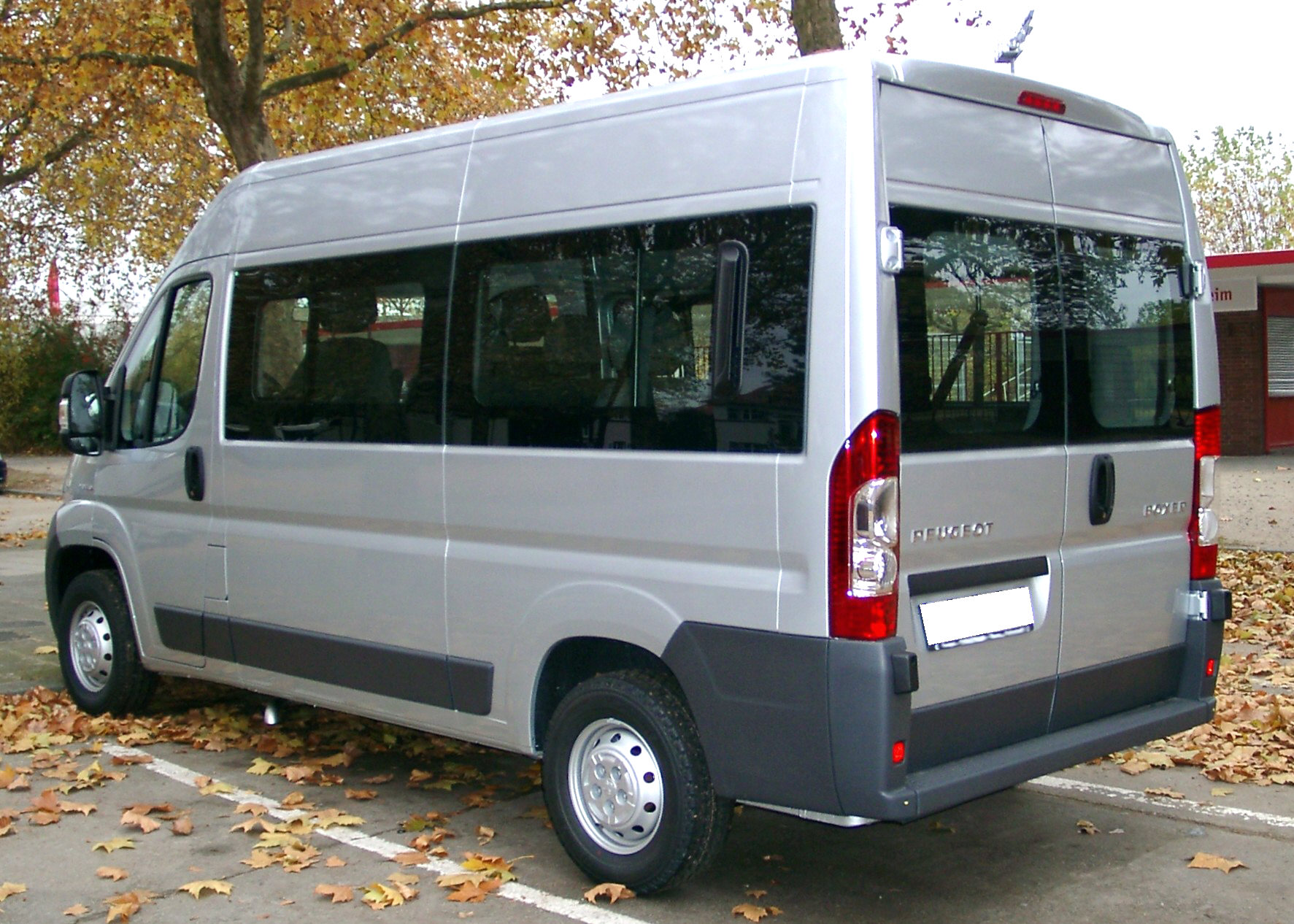
Peugeot Boxer II - tył

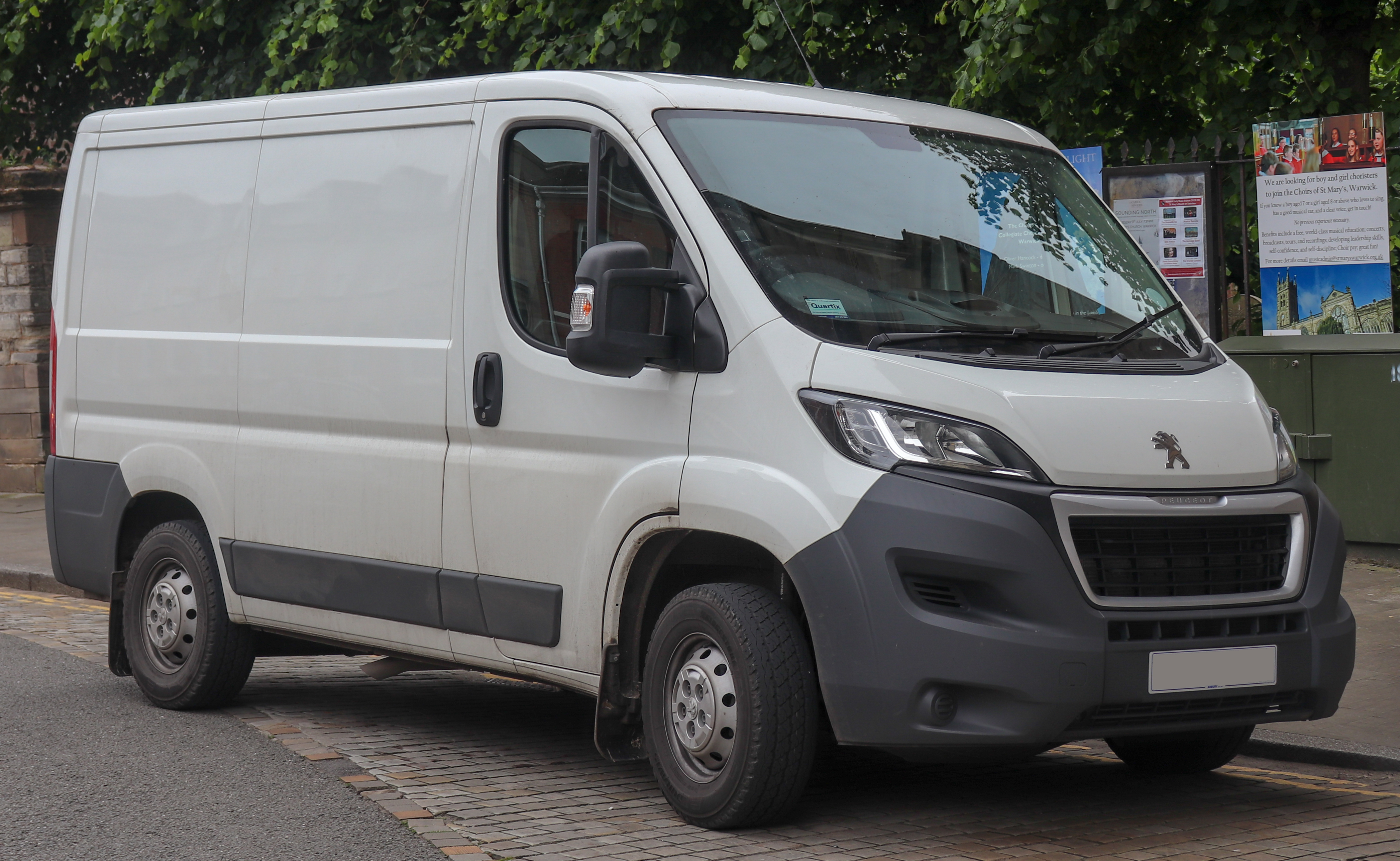
Peugeot Boxer II po liftingu

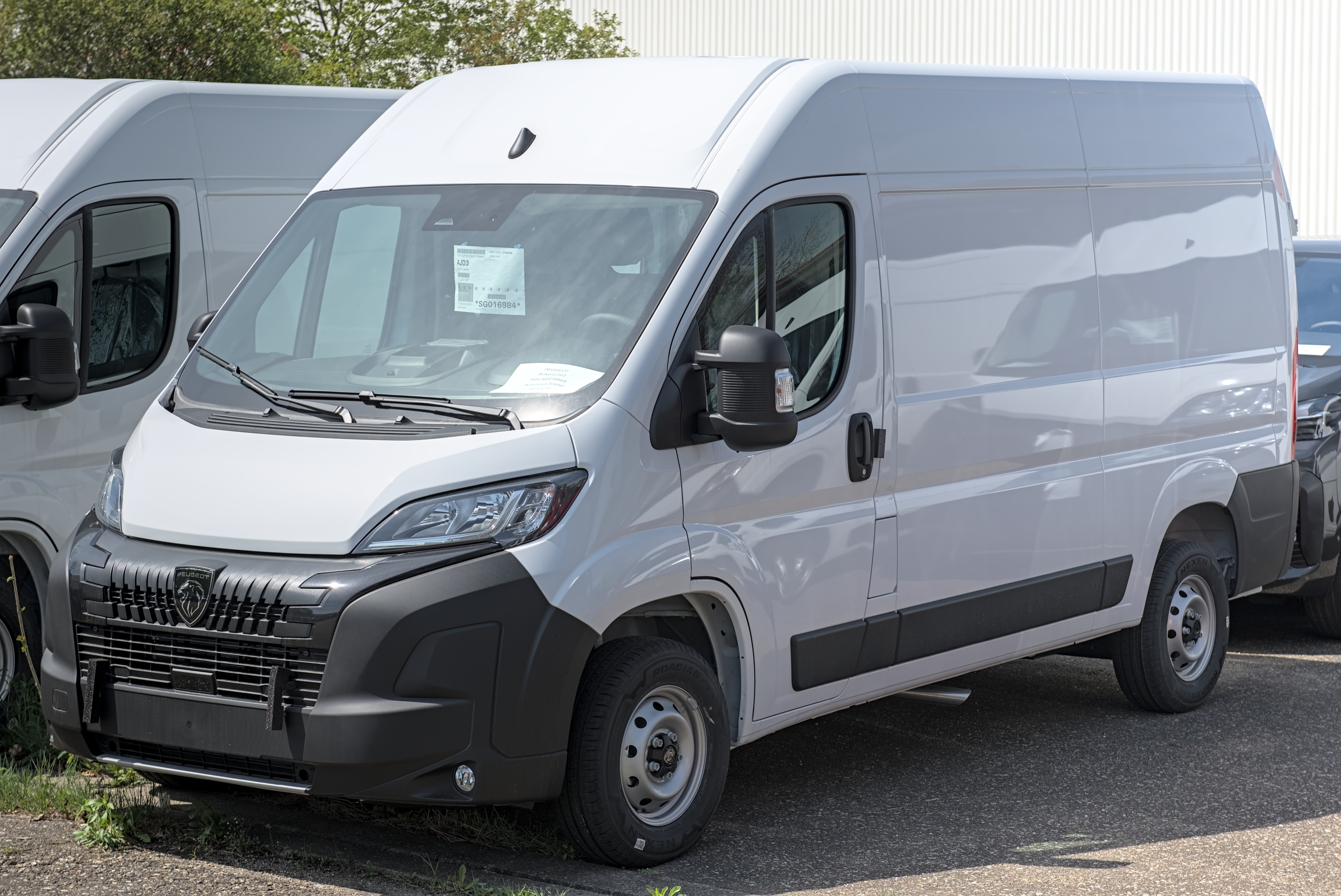
Peugeot Boxer II po drugim liftingu

Peugeot Boxer II został zaprezentowany po raz pierwszy w 2006 roku.
Wnętrze Boxera przypomina pod względem komfortu i możliwego do zamontowania wyposażenia dodatkowego (np. automatyczna klimatyzacja, system audio z zestawem głośnomówiącym, nawigacja satelitarna) samochody osobowe. W nowym modelu zrezygnowano z jednostek benzynowych na rzecz silników wysokoprężnych o 3 różnych pojemnościach i 4 zakresach mocy.

### Restylizacje
W 2014 roku samochód przeszedł face lifting. W pojeździe zmodernizowano m.in. przód. Zastosowano nowe reflektory wyposażone w światła do jazdy dziennej wykonane w technologii LED oraz grill. We wnętrzu pojazd otrzymał nowe fotele, pojemnik na kubek zintegrowany z konsolą oraz uchwyt urządzeń mobilnych i notatników. W pojeździe zastosowano nowe jednostki napędowe. 
Jesienią 2023 roku Boxer II przeszedł po 9 latach kolejną dużą modernizację. Zmodernizowano osłonę chłodnicy i przedni zderzak, wprowadzono nowy kokpit wzorem tego stosowanego już w bratnim Fiacie Ducato, a także zastosowano nowe logotypy Peugeota. Dla wersji silnikowych o mocy 140 KM i 180 KM dostępna jest całkowicie nowa, automatyczna 8-stopniowa skrzynia biegów.

### Silniki
- Diesla

| Silnik  | Oznaczenie silnika | Pojemność skokowa [cm³] | Moc maksymalna [KM] ([kW]) przy obr./min | Maks. moment obrotowy [Nm] przy obr./min | Układ i liczba cylindrów | Układ rozrządu/ liczba zaworów |
| ------- | ------------------ | ----------------------- | ---------------------------------------- | ---------------------------------------- | ------------------------ | ------------------------------ |
| 100 HDI | PSA 4HV            | 2198                    | 101 (74)/2900                            | 250/1500                                 | R4                       | DOHC/16                        |
| 120 HDI | PSA 4HU            | 2198                    | 120 (88)/3500                            | 320/2000                                 | R4                       | DOHC/16                        |
| 160 HDI | Iveco F1CE0481D    | 2999                    | 157 (115,5)/3500                         | 400/1700                                 | R4                       | DOHC/16                        |

### Wymiary furgonów
- 4 wersje DMC (3.0t, 3.3t, 3.5t, 4.0t) i ładowność od 1090 kg do 1995 kg.
- 3 rozstawy osi (3000/3450/4035 mm) i 4 długości furgonów (4963/5413/5998/6363 mm)
- 6 wariantów pojemności (8/10/11,5/13/15/17 m³)
- 3 wysokości wnętrza (1662/1932/2172 mm).

| Model | Rozstaw osi [mm] | Długość zewnętrzna [mm] | Długość przestrzeni ładunkowej [mm] | Wysokość zewnętrzna [mm] | Wysokość przestrzeni ładunkowej [mm] | Szerokość zewnętrzna [mm] | Szerokość przestrzeni ładunkowej [mm] | Szerokość x wysokość drzwi bocznych [mm] | Szerokość x wysokość drzwi tylnych [mm] |
| ----- | ---------------- | ----------------------- | ----------------------------------- | ------------------------ | ------------------------------------ | ------------------------- | ------------------------------------- | ---------------------------------------- | --------------------------------------- |
| L1H1  | 3000             | 4963                    | 2670                                | 2254                     | 1662                                 | 2050                      | 1870 (1422 między nadkolami)          | 1075 x 1485                              | 1562 x 1520                             |
| L2H1  | 3450             | 5413                    | 3120                                | 2254                     | 1662                                 | 2050                      | 1870 (1422 między nadkolami)          | 1250 x 1485                              | 1562 x 1520                             |
| L2H2  | 3450             | 5413                    | 3120                                | 2524                     | 1932                                 | 2050                      | 1870 (1422 między nadkolami)          | 1250 x 1755                              | 1562 x 1790                             |
| L3H2  | 4035             | 5998                    | 3705                                | 2524                     | 1932                                 | 2050                      | 1870 (1422 między nadkolami)          | 1250 x 1755                              | 1562 x 1790                             |
| L3H3  | 4035             | 5998                    | 3705                                | 2764                     | 2172                                 | 2050                      | 1870 (1422 między nadkolami)          | 1250 x 1755                              | 1562 x 2030                             |
| L4H2  | 4035             | 6363                    | 4070                                | 2524                     | 1932                                 | 2050                      | 1870 (1422 między nadkolami)          | 1250 x 1755                              | 1562 x 1790                             |
| L4H3  | 4035             | 6363                    | 4070                                | 2764                     | 2172                                 | 2050                      | 1870 (1422 między nadkolami)          | 1250 x 1755                              | 1562 x 2030                             |